# 한명진 (1984년)
한명진(1984년 5월 5일 ~ )는 대한민국의 희극 배우이며, 크리에이터 ( 유튜버 )이다.
2020년 최근 활동
피플 메이크 회사 설립
김포 운양동에 스튜디오를 운영을 시작으로 미디어 사업을 시작
미디어 커머스 1세대 ( 영상 촬영으로 상품을 판매하는 유통 )
홈쇼핑 / 미디어 커머스 / 라이브 커머스 등의 활동을 이어가고 있다.

유튜브 ' 산지왕 ' 채널 개설 운영 중
'산지왕' 은 대한민국 산지를 응원한다는 컨셉으로 전국 방방곳곳을 돌아다니며,
우리 농수산물에 대해 직접 체험하고 먹어보는 컨텐츠를 제작하고 있다.

## 과거 방송 이력
- SBS 웃찾사 2009년 데뷔
  - < 야옹아 > 오시흥 역할
  - 〈죽여주시옵소서〉 영의정 역
- Tvn 롤러코스터
  - 지나가는 1인 / 코믹역 엑스트라
- SBS 개그투나잇
  - 〈 한사장〉 출연
  - <영상물 심사위원회 > 출연
- Tvn 코미디 빅리그
  - 시즌4 코벤져스 〈내사랑 은규〉출연
  - 졸탄극장 - 〈이름대소동〉 출연
  - 로케트 펀치 - 〈 동네 놀이 전파단 〉 출연
  - 〈희극지왕〉 도끼파 두목 역

## 뮤직비디오 출연
- 배드키즈 - 바밤바